# Venturi Astrolab
La Venturi Astrolab est un concept car électrique développé par le constructeur monégasque Venturi en 2006. Capable d’avancer avec très peu d’énergie et de se recharger au soleil même en roulant, Astrolab est le premier véhicule hybride électro-solaire hautes performances.
Dévoilé au Mondial de l'Automobile en 2006, ce concept de véhicule zéro émission n’a pas besoin d’être exposé en permanence au soleil pour se mouvoir. Il peut restituer l’énergie stockée, qu’elle soit solaire ou issue du réseau électrique.
Son design a été réalisé par Sacha Lakic, qui a signé tous les modèles du constructeur monégasque.